# Železniki
Železniki (em alemão:  Eisern) é um município da Eslovênia. A sede do município fica na localidade de mesmo nome.